# Slovanska mitologija
Slovánska relígija (stároslovánska ~) je skupina verovanj, mitov in šeg v času pred pokristjanjevanjem, kakor tudi kasneje v času dvoverja, tj. vzporednega obstajanja krščanstva in staroverstva. Slovanska mitologija spada v skupino politeističnih verovanj oziroma mnogoboštva. Izvori slovanskih verovanj so še starejši, saj lahko podobnosti vidimo tudi z vedsko mitologijo in ostalo evropsko mitologijo. Pod nazivom slovanska mitologija razumemo verovanja vseh Slovanov, četudi se med seboj ne skladajo v enoten model. Enoten sistem verovanj verjetno ni nikoli obstajal, kljub temu pa lahko vidimo mnoge podobnosti in skupne prvine. Pri vseh Slovanih lahko dobimo sledi o trojici bogov: Perunu, Velesu in Mokoši, zato ju nekateri opredeljujejo tudi kot praslovanska trojica bogov.